# Chinese International 2017
Die Chinese International 2017 im Badminton fanden vom 10. bis zum 15. Januar 2017 in Lingshui statt.

## Sieger und Platzierte
| Disziplin    | Gold                              | Silber                                 | Bronze                       |
| ------------ | --------------------------------- | -------------------------------------- | ---------------------------- |
| Herreneinzel | Sun Feixiang                      | Zhao Junpeng                           | Wu Xin                       |
| Herreneinzel | Sun Feixiang                      | Zhao Junpeng                           | Zhu Siyuan                   |
| Dameneinzel  | Cai Yanyan                        | Wang Zhiyi                             | Chen Xiaoxin                 |
| Dameneinzel  | Cai Yanyan                        | Wang Zhiyi                             | Ayumi Mine                   |
| Herrendoppel | Mohammad Ahsan Rian Agung Saputro | Trawut Potieng Nanthakarn Yordphaisong | Han Chengkai Tan Qiang       |
| Herrendoppel | Mohammad Ahsan Rian Agung Saputro | Trawut Potieng Nanthakarn Yordphaisong | Yu Xiaoyu Zhou Zhe           |
| Damendoppel  | Du Yue Xu Ya                      | Chen Lu Zhou Chaomin                   | Nami Matsuyama Chiharu Shida |
| Damendoppel  | Du Yue Xu Ya                      | Chen Lu Zhou Chaomin                   | Chen Chen Wang Zhiyi         |
| Mixed        | Tomoya Takashina Rie Eto          | Tan Qiang Xu Ya                        | Han Chengkai Du Yue          |
| Mixed        | Tomoya Takashina Rie Eto          | Tan Qiang Xu Ya                        | Zhou Zhe Chen Lu             |